# Гугін і Мунін
Гугін і Мунін (норв. Hugin og Munin) — пара круків у германо-скандинавській міфології, які, за легендами, літали по світу Мідгарду й повідомляли богові Одіну про події, що відбувалися. Ці міфологічні персонажі згадуються в таких літературних пам'ятках Скандинавії XIII століття, як «Старша Едда», «Молодша Едда», «Коло Земне», «Третій граматичний трактат» Олава Тордарсона, а також у скальдичній поезії.
У цих творах Гугін і Мунін зображуються як ворони, що служать Одіну, сидять у нього на плечах і розповідають йому інформацію. У «Колі Земному» розповідається, що Одін наділив круків даром мови. Роль Гугіна і Муніна як посланників верховного аса пов'язана з традицією шаманських практик і загальною символікою германських народів, де крук символізує приховані знання.
«Старша Едда», в «Промови Грімніра», 20, йдеться:
Хуґін та Мунін

щодня пролітають

над Йормунгандом;

страшно за Хугіна, —

раптом не верне! —

й так само за Муніна.
Знавець скандинавського фольклору професор Джон Ліндов (англ. John Lindow) інтерпретує ці рядки як трансцендентальну подорож шамана, який побоюється з приводу того, чи зможе він повернутися з цього стану. Однак інший дослідник, Рудольф Зімек (нім. Rudolf Simek), вважає, що Гугін і Мунін є лише втіленням розумових сил Одіна.

## Археологічні дані
Золоті брактеати (різновиди A, B та C) епохи Великого переселення народів (V і VI століття н. е.) містять зображення антропоморфної постаті на коні, яка тримає списа, оточеної однією або, частіше, двома птахами. Присутність птахів призвела до іконографічної інтерпретації людиноподібної фігури як зображення бога Одіна, у супроводі його воронів Гугіна та Муніна. Подібно до опису воронів, який створив Сноррі Стурлусон у «Молодшій Едді», птах іноді зображується біля вуха людини або вуха коня. Брактеати були знайдені в Данії, Швеції, Норвегії, у меншій кількості — в Англії та регіонах на південь від Данії. Австрійський германіст Рудольф Сімек (Simek, 1993) стверджує, що на цих брактеатах можуть бути зображені Одін та його ворони, які зцілюють коня, що може вказувати на первинну роль птахів не лише як супутників Одіна на полі бою, але й як його помічників у зооцелительні функції.
Пластини шолома періоду Вендель (VI або VII століття), знайдені в могильнику в Швеції, зображують постать у шоломі, яка тримає списа та щит, верхи на коні, оточену двома птахами. Зображення на пластинах були інтерпретовані як Одін у супроводі двох птахів — його воронів (Andersson, 2019).
Пара ідентичних германських фібул у формі птахів, що датуються добою залізної доби та походять із Бейзебакке на півночі Данії, можливо, зображують Гугіна та Муніна. На спині кожного птаха зображена маска, а ноги птахів мають форму звіриних голів. Пір'я птахів також складається з голів тварин, які разом формують маску на спині птаха. Птахи мають потужні дзьоби та віялоподібні хвости, що вказує на те, що це ворони. Фібули слід було носити парно, по одній на кожному плечі, відповідно до моди германської залізної доби. Археолог Петер Ванг Петерсен (Petersen, 1939) зазначає, що хоча символіка фібул активно обговорювалася, форма дзьобів та хвостового пір'я підтверджує, що на них зображено саме воронів. Петерсен зауважує, що «прикраси у формі воронів, які носили парно, по одному на кожному плечі, згідно з тогочасною модою, можуть свідчити про культ воронів Одіна та самого Одіна в германській залізній добі».
Фрагменти гобеленів, виявлені в похованні Осебергського корабля доби вікінгів у Норвегії, містять сцену, де зображено двох чорних птахів, які зависли над конем, можливо, очолюючи процесію верхових коней на гобелені. У своєму дослідженні гобелена вчена Анн Стін Інгстад (Ingstad, 1992) інтерпретує цих птахів як Хугіна та Муніна, що летять над критим візком із зображенням Одіна, порівнюючи їх із зображеннями богині Нертус, описаними Тацитом у 1 р. н. е.
Під час розкопок у Рібе в Данії було знайдено свинцеву форму для лиття металу доби вікінгів та 11 однакових форм для лиття. На цих предметах зображений вусатий чоловік у шоломі з двома прикрасами для голови. Археолог Стіг Йенсен (Jensen, 1991) стверджує, що ці орнаменти можна інтерпретувати як Гуґіна та Муніна, а чоловік із прикрасами — як Одіна. Він зазначає, що «подібні зображення трапляються скрізь, де бували вікінги — від Східної Англії до Росії і, природно, також у решті Скандинавії».
На частині Хреста Торвальда (частково збережений рунічний камінь, встановлений у Кірку Андреасі на острові Мен) зображений бородатий чоловік, що тримає списа біля вовка, його права нога знаходиться в пащі тварини, а на плечі сидить велика птиця. Рундата (загальноскандинавська база даних рунічних написів) датує хрест 940 роком н. е. (Brate, 1924), тоді як Плюсковський (Pluskowski, 2004) відносить його до ХІ століття. Це зображення інтерпретували як Одіна з вороном або орлом біля плеча, якого поглинув вовк Фенрір під час подій Рагнароку.
У листопаді 2009 року музей Роскілле оголосив про відкриття та подальшу демонстрацію скульптурної срібної статуетки, знайденої в Лейре, Данія, яку вони назвали «Одіном із Лейре». На срібному предметі зображена людина, що сидить на троні. На троні представлені голови тварин, а на боці людини — два птахи. Музей Роскільде ідентифікує цю фігуру як Одіна, що сидить на своєму троні Гліднір, в оточенні воронів Гугіна та Муніна (Roskilde Museum, 2009).

## У масовій культурі
- У всесвіті Eve online «Гугін» — корабель для проведення спецоперацій (англ. Recon Ship), а «Мунін» — важкий ударний корабель (англ. Heavy Assault Ship) раси Мінматар.[1]
- У грі Disciples II: Dark Prophecy є унікальний загін — маг Гугін, який зовні виглядає як людиноподібний птах з одним оком. Загін виступає противником гномів в одній з місій кампанії.[2]
- Круки з'являються у вигляді квестових NPC у грі World of Warcraft на локації Штормхейм (англ. Stormheim).[3]
- У книжковому циклі «Хроніки Амбера» Роджера Желязни, просякнутому алюзіями на скандинавську та кельтску міфологію, принц Корвін у своїй мандрівці зустрічає ворона, на ім'я Хуггі й веде з ним філософські розмови.[4]
- Існує програмний пакет Munin, що збирає статистичну інформацію з серверів та показує її у вигляді графіків.